# Leptataspis intermedia
Leptataspis intermedia är en insektsart som beskrevs av Schmidt 1912. Leptataspis intermedia ingår i släktet Leptataspis och familjen spottstritar. Inga underarter finns listade i Catalogue of Life.